# Blauwrugbergtangare
De blauwrugbergtangare (Buthraupis montana) is een zangvogel uit de familie Thraupidae (tangaren).

## Verspreiding en leefgebied
Deze soort telt 6 ondersoorten:
- B. m. venezuelana: noordwestelijk Venezuela.
- B. m. gigas: noordelijk Colombia.
- B. m. cucullata: van westelijk en centraal Colombia tot Ecuador.
- B. m. cyanonota: noordelijk en centraal Peru.
- B. m. saturata: zuidoostelijk Peru.
- B. m. montana: westelijk Bolivia.